# Saldidae
Famille
Les Saldidae sont une famille d'insectes semi-aquatiques de l'ordre des hémiptères, du sous-ordre des hétéroptères (punaises). Elles sont présentes sur tous les continents, et comptent une trentaine de genres, et près de 340 espèces.

## Description
Petites punaises ovales, de couleur généralement brune, noire avec souvent des taches blanches ou claires, à tête transverse, à antennes bien visibles de quatre articles, le premier plus court que les autres, à gros yeux composés réniformes, atteignant le collet du pronotum ou atteignant le bord antérieur du pronotum mais sans le dépasser (ce qui est le cas chez les Omaniidae), avec des ocelles entre les yeux. Tarses médians et postérieurs de trois articles. Rostre long, effilé, atteignant presque l'abdomen, et dont le premier segment est très court, et le troisième le plus long. Hémélytre en deux parties, la corie et la membrane, celle-ci avec quatre à cinq cellules fermées. Mais il existe aussi bien des formes macroptères que brachyptères. Le dimorphisme sexuel est faible, les femelles sont un peu plus grandes et avec un abdomen plus large que les mâles. Leur taille varie de 2.3 à 8 mm,.

## Habitat
Les Saldidae sont ripicoles, elles occupent les zones humides au bord de l'eau,. Elles sont d'ailleurs appelées Uferwanzen, « punaises des rives », en allemand, et shore bugs, « punaises des côtes », en anglais. Elles sont sensibles au type de substrat : beaucoup d’espèces vivent sur sol sableux, mais d’autres se trouvent sur les rives pierreuses ou le gravier. La présence d’une courte végétation pour se cacher est recherchée par plusieurs espèces. Les espèces sont aussi sensibles à la salinité. Les espèces halophiles sont liées aux rivages marins et aux marais d'eau salée, certaines espèces pouvant survivre à une immersion de quelques heures. Les espèces non halophiles se trouvent au bord des eaux douces, qu'elles soient courantes ou stagnantes.

## Biologie
Les Saldidae sont des punaises prédatrices de petits arthropodes et annélides morts ou vivants. Les proies sont détectées à vue, jusqu’à quelques centimètres sur le sol humide, les punaises se précipitent pour les piquer à plusieurs reprises en sautant autour pour rester hors de portée en cas de contorsions violentes. La paralysie et la mort ont lieu en quelques minutes. Les proies ne sont pas déplacées et sont mangées directement sur place. Les proies peuvent également être détectées sous la surface du sol grâce aux vibrations et à leur odorat, les attaquant depuis l’extérieur. Les récepteurs olfactifs se situent sur les antennes, une étude a montré qu’une Saldidae amputée des deux derniers articles antennaires est devenue incapable de rechercher de la nourriture. Plus les antennes sont épaisses, plus elles sont réactives aux odeurs, les espèces aux antennes filiformes préféreront chercher leurs proies par voie tactile,.
L'accouplement se fait en V, le mâle et la femelle placés côte à côte, sur le même plan mais avec un angle oblique, comme les aiguilles d'une montre. Un mécanisme de fixation particulier permet de s'arrimer de façon que le couple puisse se déplacer et même sauter sans être séparé. L'accouplement dure 10 à 15 min maximum. Les œufs ellipsoïdes (0,8-1,2 mm) sont souvent insérés dans une plante (feuille de graminée ou herbe aquatique) ou sont parfois posés au sol. L’œuf est suivi par cinq stades juvéniles.
En France, ce sont des espèces majoritairement univoltines, faisant une diapause hivernale au stade adulte chez la plupart des espèces, avec une possible activité lors de chaudes journées hivernales. Mais les cycles annuels des Saldidae s’adaptent selon les conditions climatiques, si l’automne est froid, l’hibernation a lieu au stade d'œuf ou de juvénile. Une même espèce peut faire une ou deux générations par an selon les latitudes, altitudes et circonstances.
Les Saldidae peuvent sauter pour s'échapper d'un danger, en détendant les pattes postérieures, avec ou sans l'aide des ailes. Elles peuvent parcourir jusqu'à 30 cm, soit 90 fois leur longueur, avec une accélération de 54 g, en utilisant un phénomène de catapulte. Elles sont imprévisibles et peuvent changer brusquement de direction en vol.
Ces punaises sont capables de striduler. L’archet (ou strigile) est sur la marge costale de l’hémélytre ou la lame hypocostale et le plectrum est sur le métafémur (fémur de la deuxième paire de pattes).

## Systématique
Les Saldidae existantes sont répartis dans trois sous-familles, dont les deux premières sont présentes en Europe :
- Chiloxanthinae Cobben, 1959
- Saldinae Amyot et Serville, 1843
- Saldoninae Popov, 1973

Une sous-famille fossile a également été établie, celle des †Enicocorinae Popov, 1980
260 espèces représentent la famille dans le monde et 24 espèces peuvent être observées en France.

### Liste des sous-familles, tribus et genres
Selon BioLib (28 mars 2022) et ITIS, l'attribution de certains genres variant selon les auteurs :
- sous-famille Saldinae Amyot & Serville, 1843
  - tribu Saldini Amyot & Serville, 1843
    - genre Lampracanthia Reuter, 1912
    - genre Salda Fabricius, 1803
    - genre Sciodopterus Amyot & Serville, 1843
    - genre Sinosalda Vinokurov, 2004
    - genre Teloleuca Reuter, 1912

  - tribu Saldoidini Reuter, 1912
    - genre Acanthia Fabricius, 1775
    - genre Aoteasalda Larivière & Larochelle, 2016
    - genre Calacanthia Reuter, 1891
    - genre Capitonisalda Polhemus, 1981
    - genre Capitonisaldoida J. Polhemus & D. Polhemus, 1991
    - genre Chartosaldoida Cobben, 1987
    - genre Chartoscirta Stål, 1868
    - genre Halosalda Reuter, 1912
    - genre Helenasaldula Cobben, 1976
    - genre Ioscytus Reuter, 1912
    - genre Isoscytus Reuter, 1912
    - genre Kiwisaldula Larivière & Larochelle, 2016
    - genre Macrosaldula Leston & Southwood, 1964
    - genre Mascarenisalda J. Polhemus & D. Polhemus, 1991
    - genre Micracanthia Reuter, 1912
    - genre Oiosalda Drake & Hoberlandt, 1952
    - genre Orthophrys Horváth, 1911
    - genre Orthosaldula Gapud, 1986
    - genre Pseudosaldula Cobben, 1961
    - genre Rupisalda Polhemus, 1985
    - genre Saldoida Osborn, 1901
    - genre Saldula Van Duzee, 1914
    - genre Zemacrosaldula Larivière & Larochelle, 2015

  - tribu Saldunculini J. Polhemus, 1985
    - genre Salduncula Brown, 1954
- sous-famille Saldoninae Popov, 1973
  - Saldonia Popov, 1973
- sous-famille Chiloxanthinae Cobben, 1859
  - genre Chiloxanthus Reuter, 1891
  - genre Enalosalda J. Polhemus, 1969
  - genre Paralosalda J. Polhemus & Evans, 1969
  - genre Pentacora Reuter, 1912
  - genre †Brevrimatus Zhang, Yao & Ren, 2011
  - genre †Luculentsalda Zhang, Yao & Ren, 2013
  - genre †Oligosaldina Statz & Wagner, 1950
  - genre †Propentacora J. Polhemus, 1985
  - genre †Venustsalda Zhang & al., 2012
- sous-famille †Enicocorinae Popov, 1980
  - genre †Baissotea Ryzhkova, 2015
  - genre †Mesolygaeus Ping, 1928
  - genre †Mongolocoris Ryzhkova, 2012
  - genre †Propritergum Zhang, Engel, Yao & Ren, 2014
  - genre †Ulanocoris Ryzhkova, 2012

## Galerie

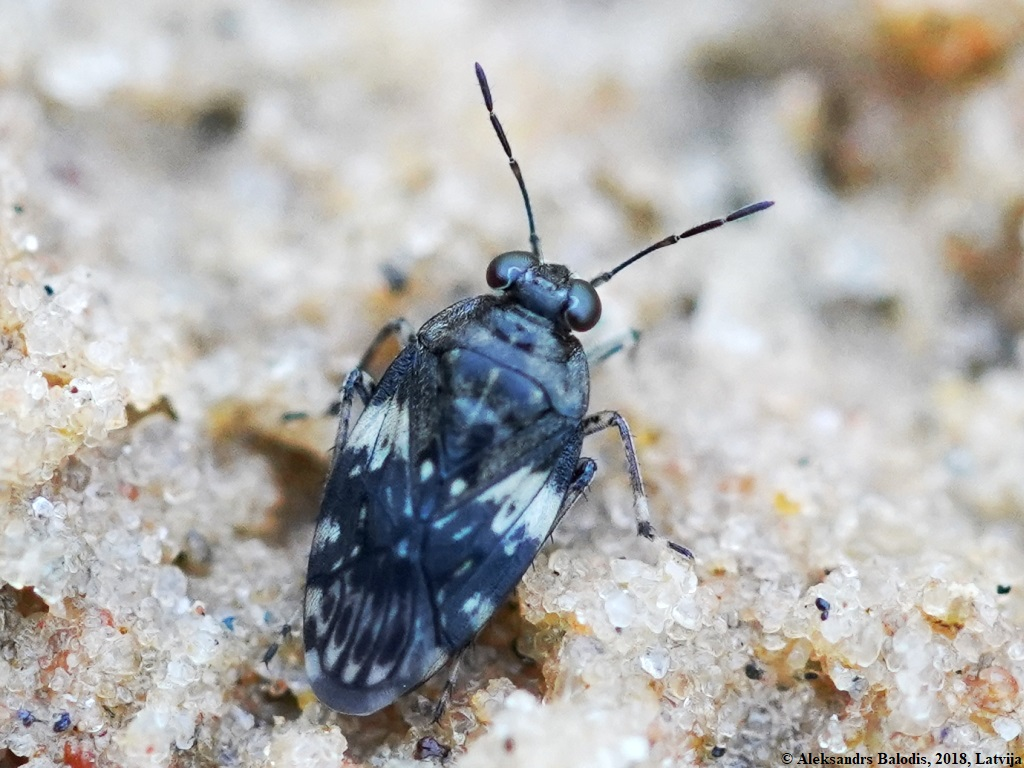
Saldula arenicola
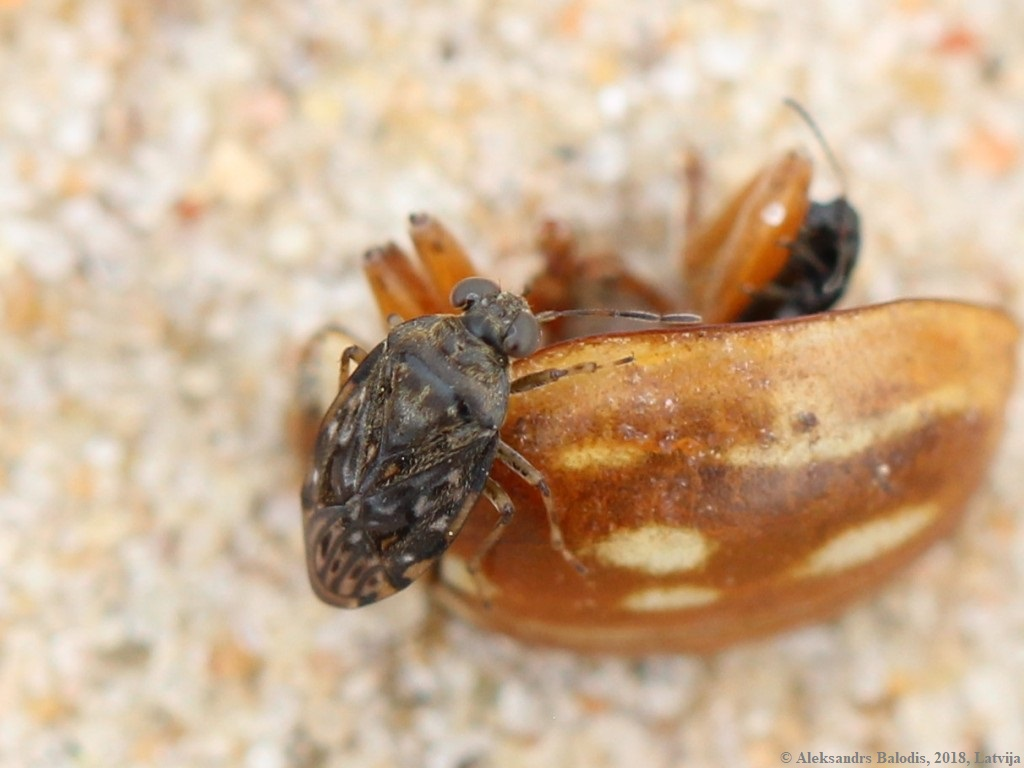
Saldula saltatoria
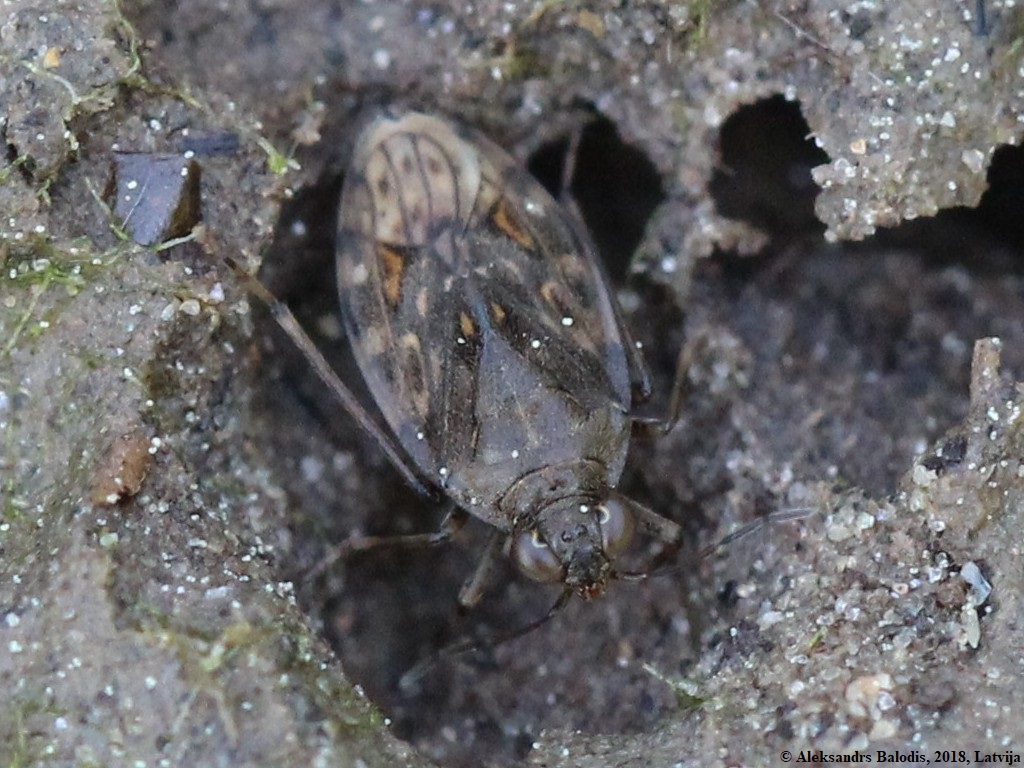
Saldula palustris
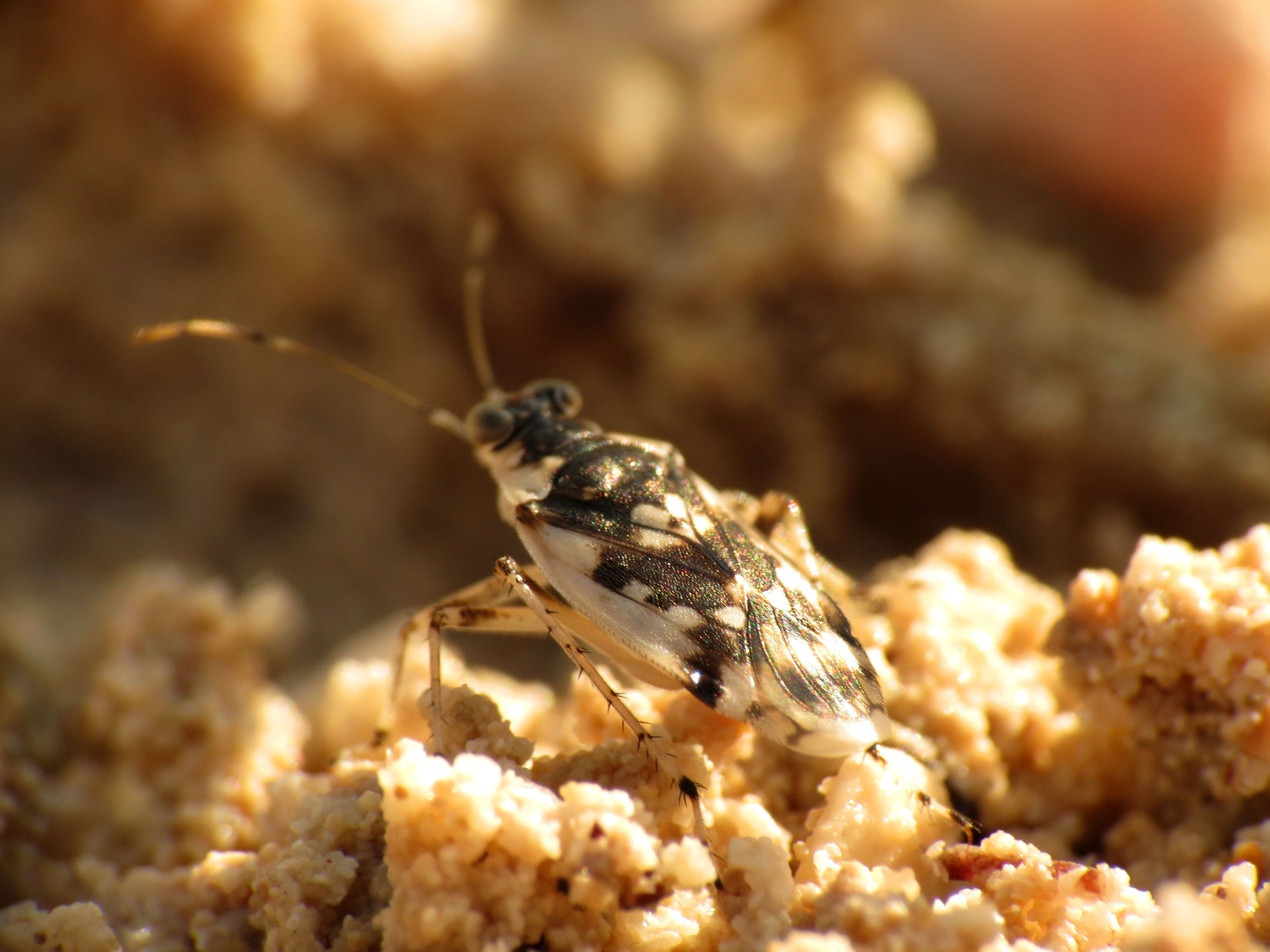
Pentacora signoreti, Yucatan
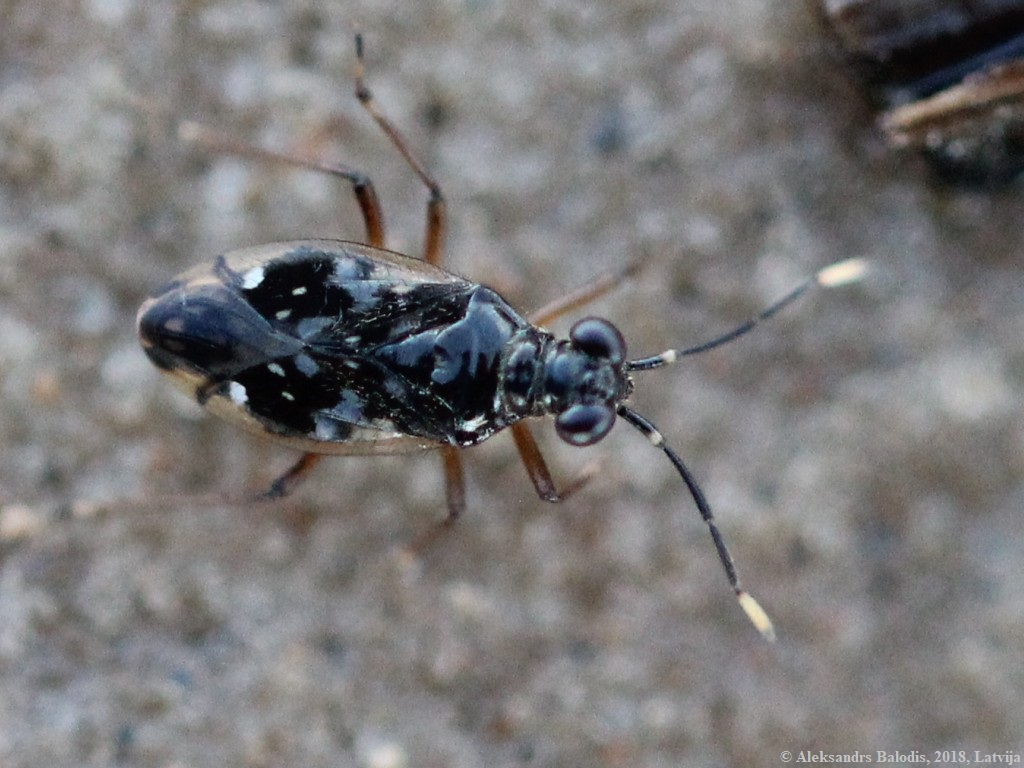
Chartoscirta elegantula